# Augustdor

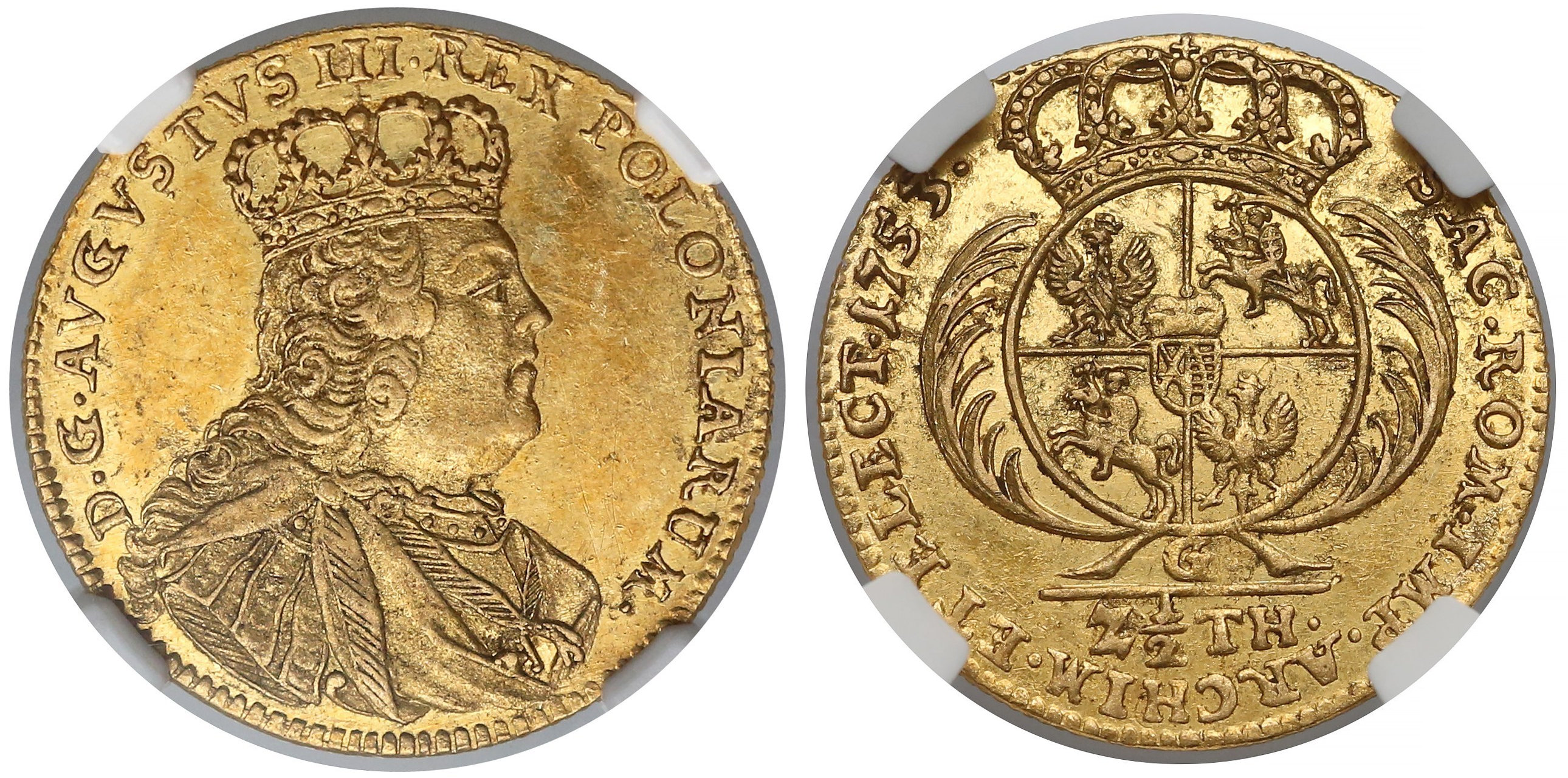
Półaugustdor Augusta III (1753)

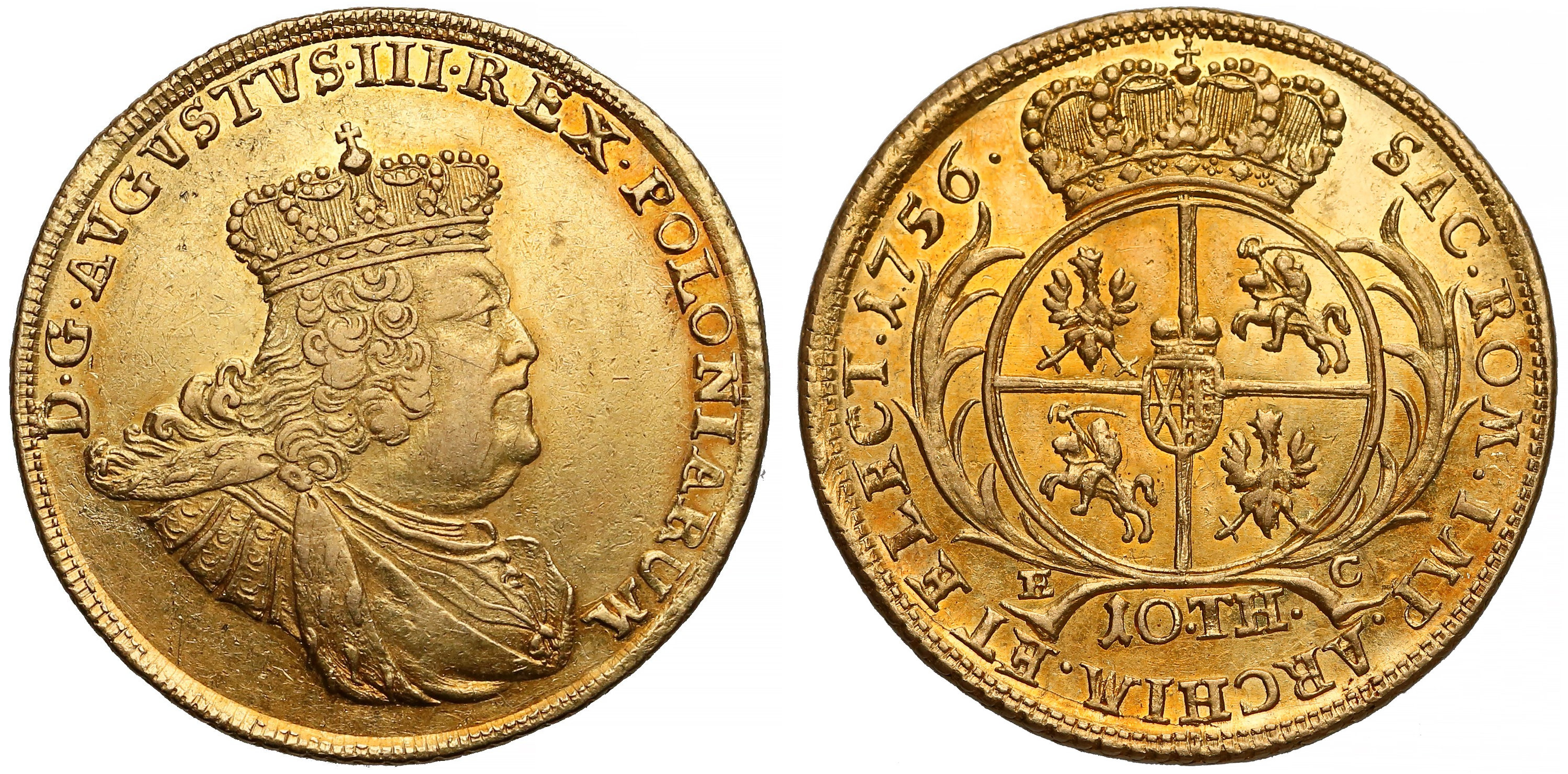
Podwójny augustdor Augusta III (1756)

Augustdor – złota moneta wartości pięciu talarów wprowadzona do obiegu przez Augusta II.
Nazwa pochodzi z języka francuskiego (August d'or) i znaczy złoty August.
Bito również podwójne złote augustdory i półaugustdory.